# Nervio olfatorio
El nervio olfatorio u olfativo, también conocido como primer nervio craneal o nervio craneal I, es el primero y más corto de los pares craneales. Contiene fibras nerviosas sensoriales relacionadas con el sentido del olfato. Se origina en las neuronas bipolares localizadas en el epitelio olfatorio que recubre la mayor parte del cornete superior y la pared opuesta al tabique en las fosas nasales (mancha amarilla).

## Función
El nervio olfatorio es un nervio únicamente sensorial, conduciendo impulsos olfatorios desde la nariz al sistema nervioso central, siendo clasificado como fibras aferentes viscerales especializadas.
Se encuentran células olfatorias especializadas en la mucosa olfatoria, con una prolongación periférica (dendrita) y una prolongación central, siendo verdaderas neuronas, que son homólogas de las células del Ganglio de Corti y del Ganglio de Scarpa de la vía auditiva y homólogas, por consiguiente, de las células constituidas de los ganglios espinales.

## Origen
Para la anatomía macroscópica el nervio olfatorio tiene origen aparente en la cara inferior del bulbo olfatorio.
El origen histológico real del nervio son las prolongaciones dendríticas de las neuronas en la mucosa olfativa. 
Las neuronas receptoras olfatorias son parte del epitelio olfativo de la mucosa olfatoria ubicado en la parte superior de la cavidad nasal y por encima del cornete superior.

## Trayecto

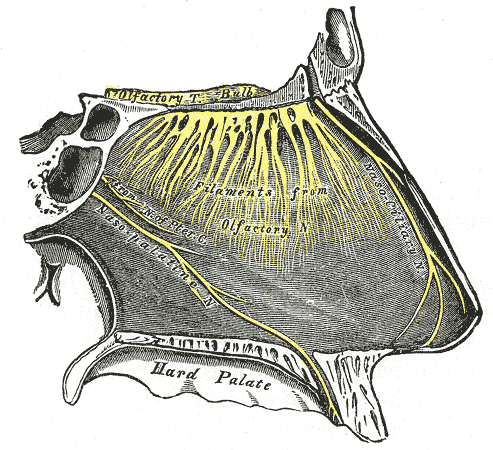
Nervio olfatorio en amarillo.
Olfactory T Bulb= bulbo olfatorio.
Filaments from Olfactory N=

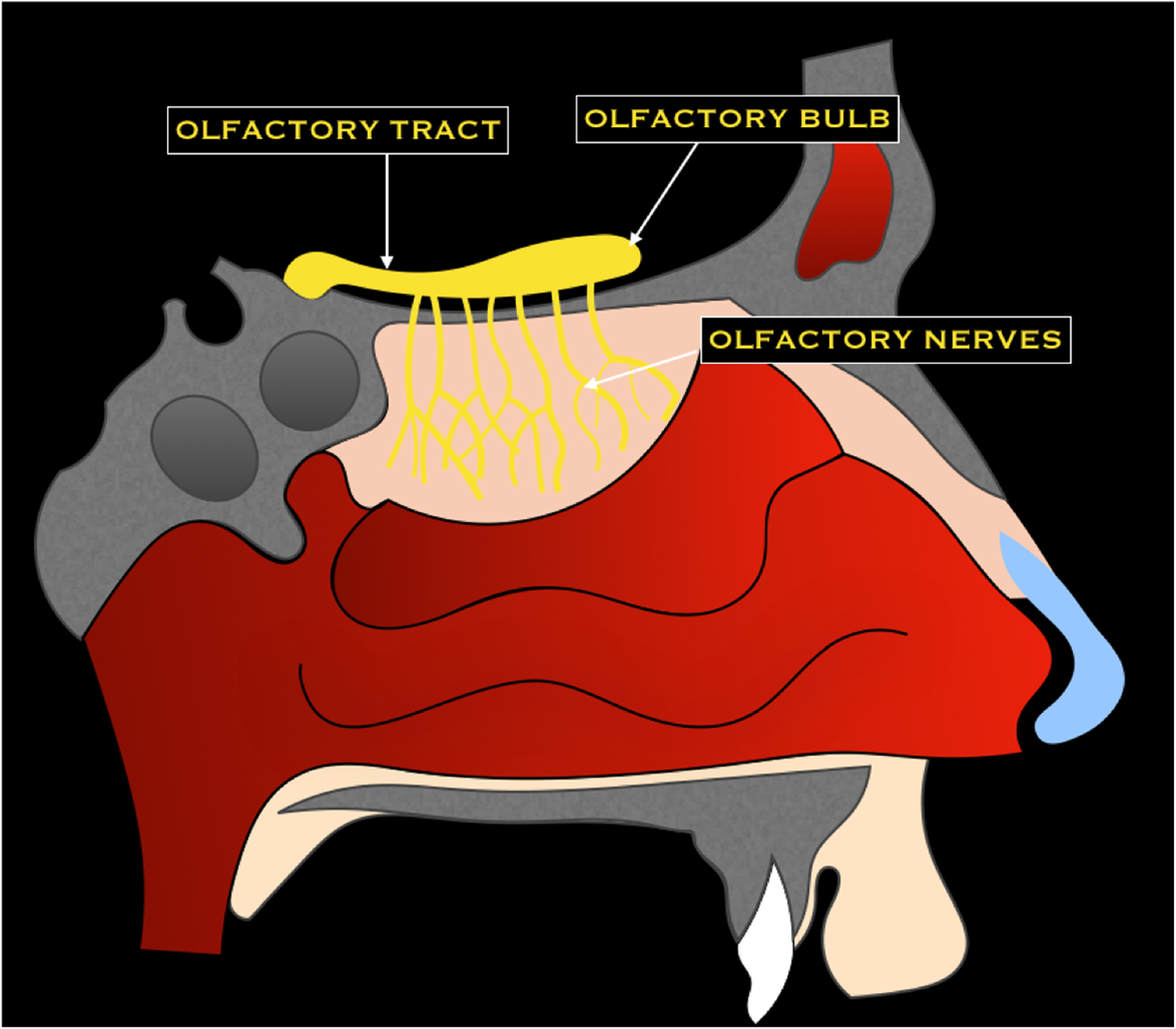
Nervio en amarillo.

El nervio asciende desde la parte superior cavidad nasal y por encima del cornete, hasta el hueso etmoides.

Atraviesa por los agujeros de la lámina cribosa del etmoides en haces amielínicos (aproximadamente 20 a cada lado) rodeados por extensiones digitiformes de duramadre y aracnoides. 
Llegan a los glomérulos del bulbo olfatorio y la cintilla olfatoria, que sale de este. Se divide en dos ramas, una medial que se dirige al área subcallosa y paraolfatoria y una rama lateral que llega hasta el uncus en la circunvolución del hipocampo. El nervio es puramente sensorial. Cabe señalar que dicha vía, la de la olfacción, es la única que no pasa por el tálamo.
El bulbo olfatorio es una pequeña masa nerviosa alargada en sentido anteroposterior y aplanada en sentido cráneo-caudal, de 9 mm por 4 mm, que descansa sobre la lámina cribosa del etmoides. Desde el punto de vista anatómico, el bulbo olfatorio se compone de tres capas concéntricas: superficial, media y profunda. La capa superficial está formada por fibras nerviosas, que son precisamente las fibras de los nervios olfatorios. La capa profunda está formada igualmente por fibras nerviosas. La capa media tiene pequeñas masas esféricas en su zona externa, denominadas glomérulos olfatorios. En su zona interna hay células triangulares de base inferior llamadas mitrales.
Termina en la cara inferior del bulbo y de la cinta olfativa.

## Semiología
La exploración del I par craneal se realiza empleando sustancias de olor familiar y no irritantes como el alcohol —de lo contrario se estimularían las terminaciones del nervio trigémino—. El examinador ordena al sujeto a cerrar los ojos y previa comprobación que cada vía nasal esté despejada, acerca sucesivamente a cada una de las fosas nasales la substancia olorosa, tapando la otra con el dedo, haciendo que el paciente inhale lo suficiente como para estimular la olfación. Por lo general se humedece una torunda de algodón con sustancias de olores familiares, como el café y canela. El examen se repite individualmente y por separado en cada fosa nasal.

## Patología
La incapacidad para percibir olores es la anosmia, cuya principal causa es la obstrucción nasal seguida por traumatismos nasales que arrancan los filamentos olfatorios. Otras causas menos frecuentes incluyen tumores nasales o en el lóbulo frontal. La distorsión de los olfatos, incluyendo alucinaciones olfatorias se denomina parosmia.